# História da alimentação no Brasil

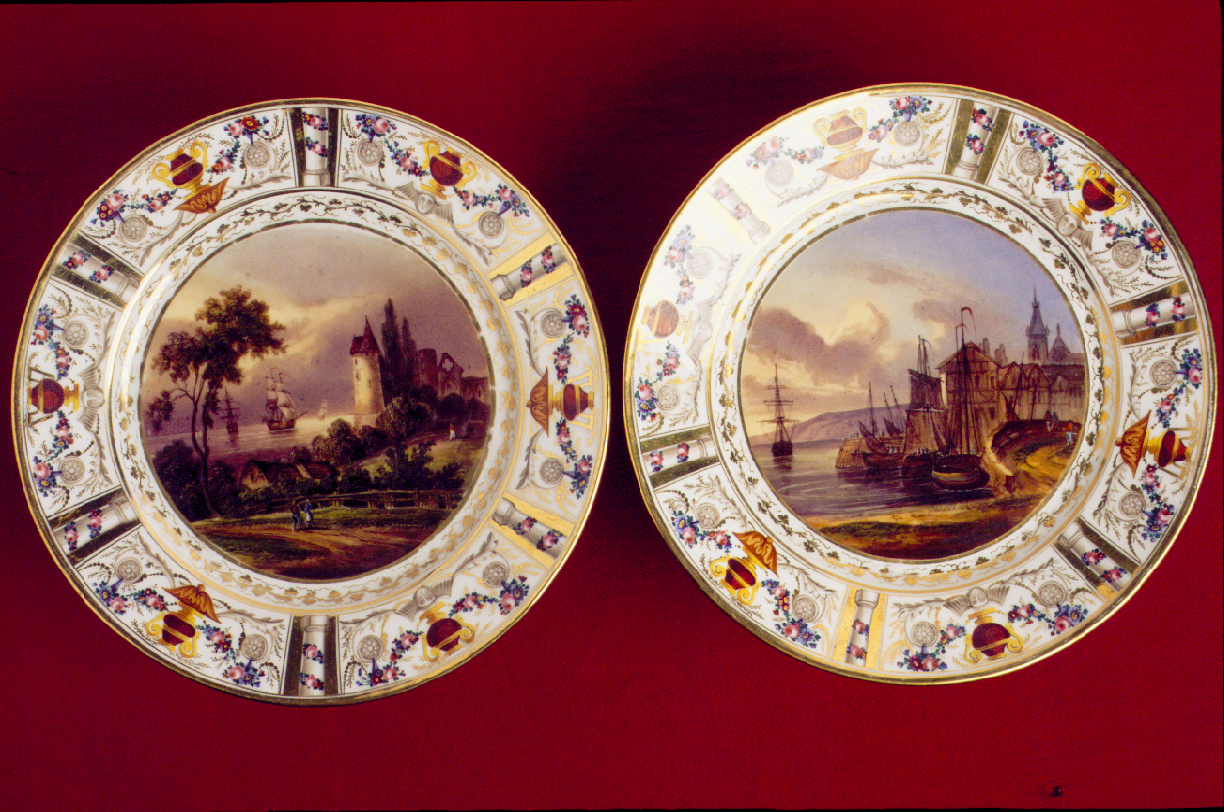
Imagem de Pratos de Sobremesa do Acervo do Museu Paulista representando a história & alimentação no Brasil

A história da alimentação no Brasil teve início com a chegada dos primeiros humanos na América do Sul há pelo menos 22 000 anos AP. No ano de 1500, os navegadores Vicente Pinzón, Diego de Lepe e Pedro Álvares Cabral atracam nas costas de Pernambuco e da Bahia respectivamente, e, nas décadas seguintes, a terra dos índios foi transformada. Cabral, denominado oficialmente o descobridor do Brasil, tomou posse do território, rezando a primeira missa em 26 de abril, dia de Páscoa, com Frei Henrique Soares de Coimbra, fazendo com que o restante do mundo soubesse da terra recém-encontrada.
A partir da chegada dos europeus, a história e alimentação no Brasil tornaram-se uma miscigenação de culturas: a dos indígenas, dos portugueses e de escravizados. O Brasil do século XVI até o século XXI, atualmente, é construído e marcado por estas três culturas.

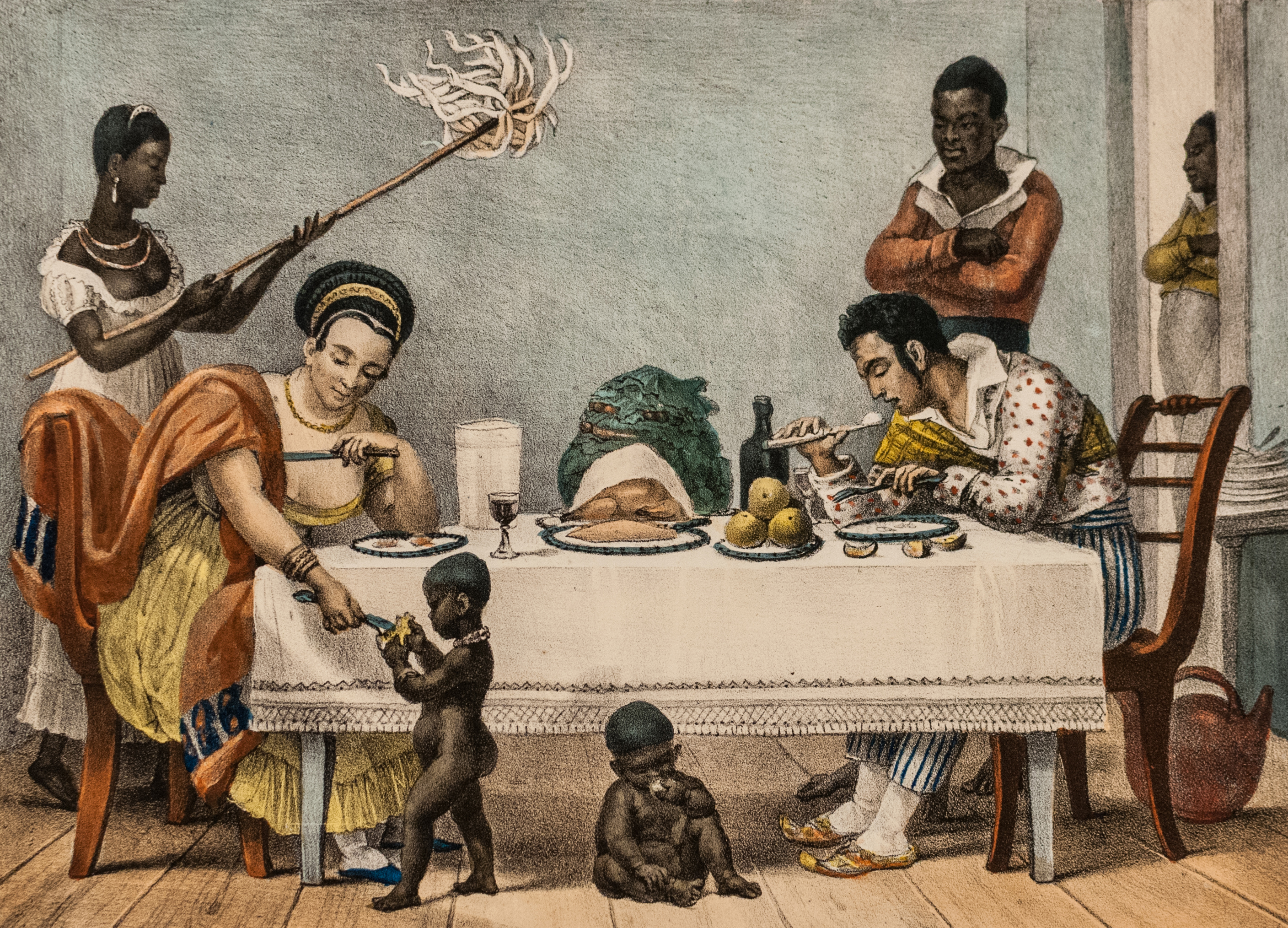
Uma família carioca do século XIX sendo servida por escravos, pintado por Debret, c. 1830.

O livro denominado "História da Alimentação no Brasil" por Luís da Câmara Cascudo e lançado no ano de 1967, é uma das obras mais importantes sobre a história da alimentação no país. O livro inspirou a uma série de mesmo nome, a qual estreou em novembro de 2017 no Cine Brasil TV. Disponível atualmente no Prime Video da Amazon.
Em 1 de maio, na cerimonia realizada com uma missa junto aos índios tupiniquins, Cabral oficializa a posse de Portugal sobre as terras brasileiras. Retratado o grande evento nos famosos quadros de Cândido Portinari e Victor Meireles.

## Tríade da Miscigenação Brasileira
A Tríade da Miscigenação no Brasil é constituída pelas três principais culturas que formaram o Brasil Colônia: os indígenas, os portugueses e os africanos (que foram trazidos pelos portugueses como escravos).
As grandes navegações que estavam acontecendo em meados do século XV e XVI trouxeram com grande impulso as "viagens dos alimentos", as quais acontecem desde os primórdios da história dos povos. As misturas de hábitos não são apenas das plantas, animais e temperos, mas também das preferências, interdições e prescrições, associações e exclusões.

## Heranças Indígenas

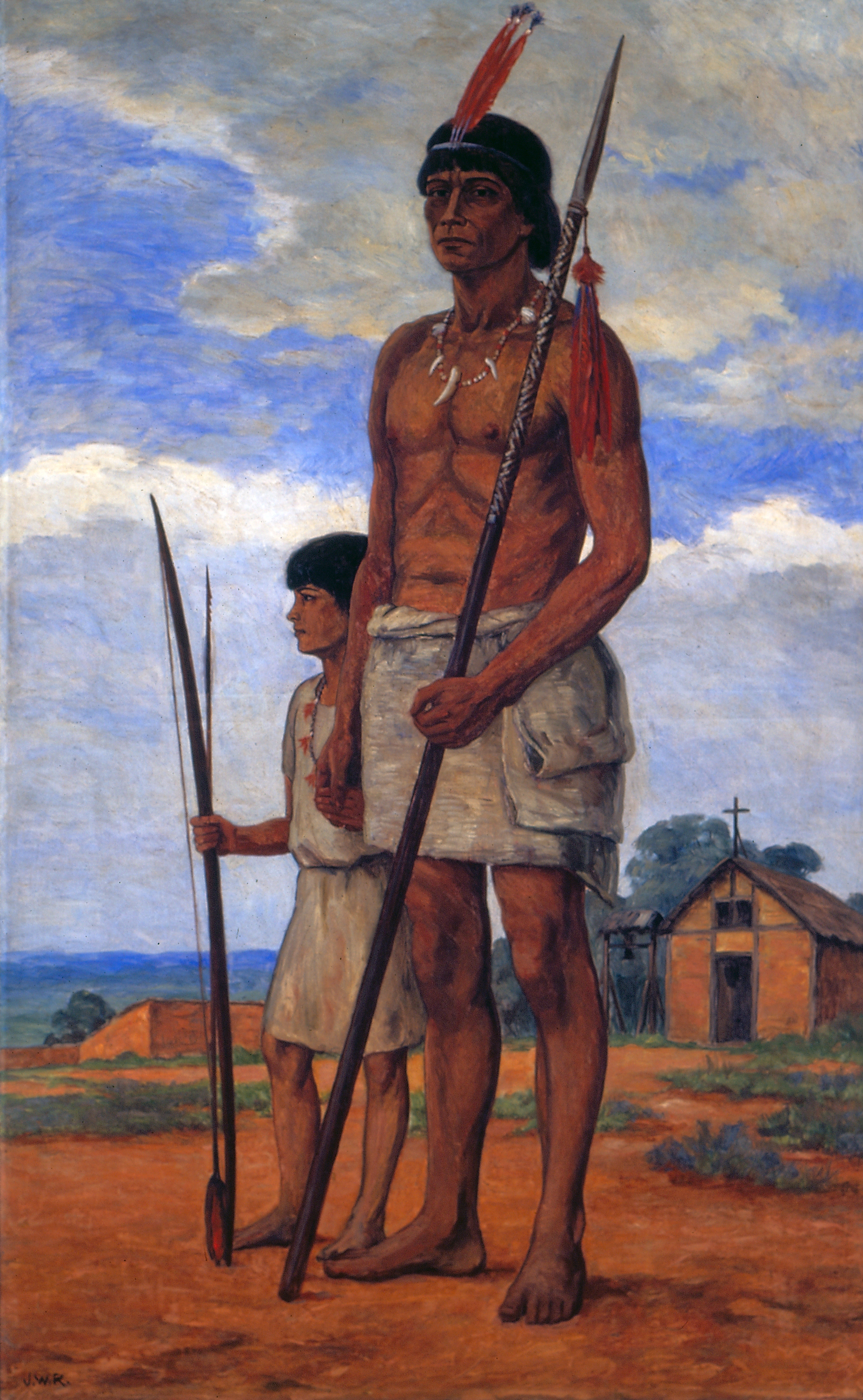
Cacique Tibiriçá e Neto do Acervo do Museu Paulista da USP

A cultura indígena é um dos tripés da cultura brasileira. As heranças indígenas referentes a alimentação são diversas: as fontes de alimentação e cozinha brasileira da época do Brasil pré-colonial é parte da culinária atual contemporânea. As origens indígenas são tão fortes que até os dias de hoje histórias como a lenda da Mandioca são contadas em Belém do Pará, por exemplo. A lenda diz que a filha de um cacique dá a luz a uma menina chamada Mani, que um dia é encontrada morta. A mãe desolada, enterra Mani em sua oca e chora tanto por dias que suas lágrimas molhavam o chão e, neste lugar, nasce uma planta que racha a terra. Ao cavar a terra na tentativa de encontrar Mani com vida, encontra uma raiz. Mani + Oca originaram então a Mandioca. Os índios alimentavam-se cotidianamente também de insetos (antropoentomofagia). Na atualidade, insetos ainda fazem parte da cozinha tradicional de algumas regiões do Brasil. 

Os índios respeitam os ciclos da natureza e os alimentos que mudam a cada mês. Para eles os alimentos naturais fortalecem o corpo e o espírito.

## A chegada dos portugueses

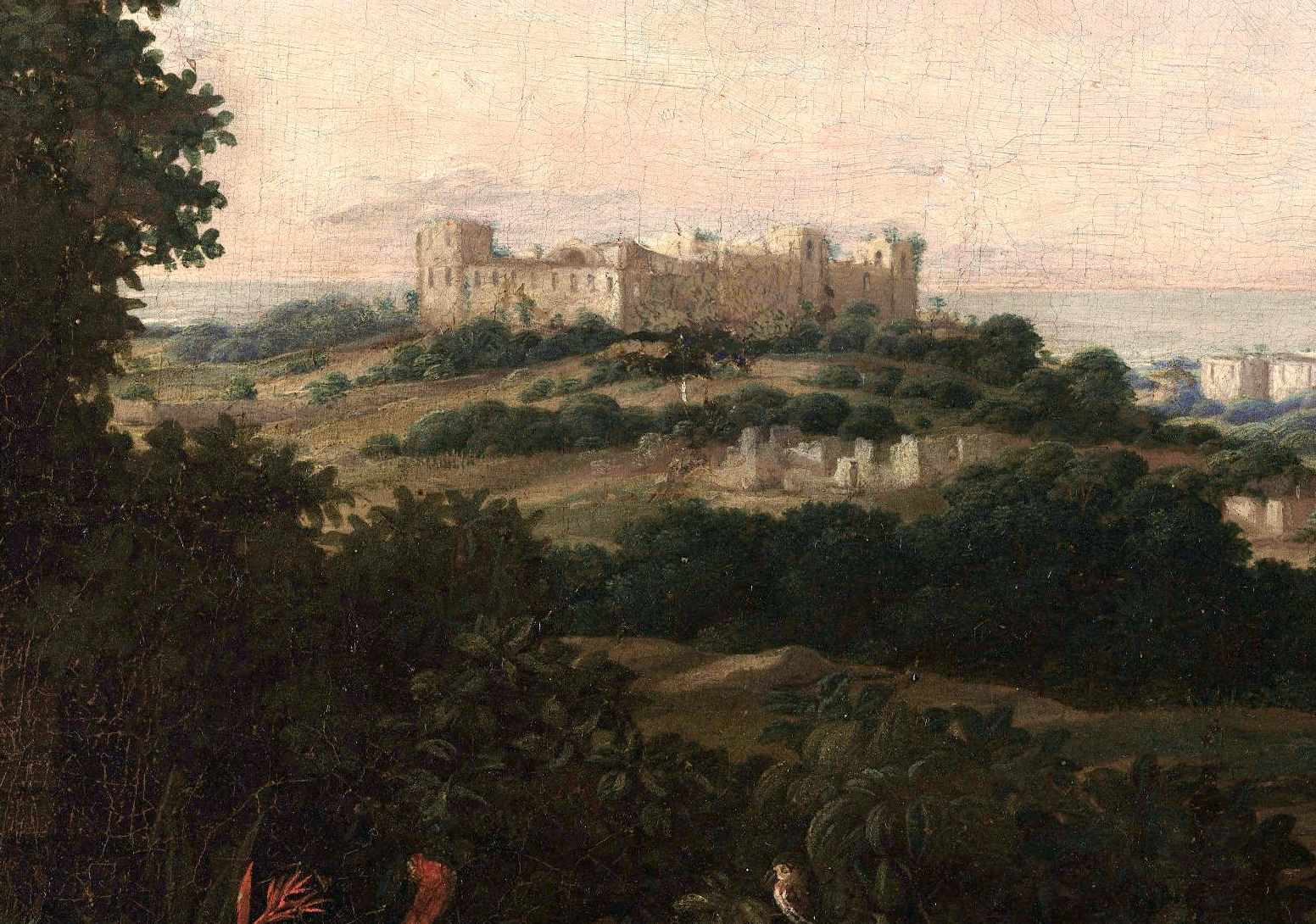
Antigo Castelo de Duarte Coelho, a primeira casa-forte do Brasil, erguida a partir de 1536 em Pernambuco. Com a efetiva ocupação dos portugueses, novos hábitos alimentares são introduzidos à terra indígena de Pindorama.

Após a chegada de Cabral, diversas expedições foram organizadas com o intuito de conhecer o território que chamaram de Terra de Santa Cruz. Fora somente em 1527 que estas terras foram chamadas de Brasil em homenagem as abundantes árvores de Pau-Brasil. Nestas expedições, os bandeirantes precisaram adaptar-se aos costumes alimentares dos indígenas (ingredientes nativos, que posteriormente foram inevitavelmente incorporados à dieta alimentar de Portugal) e sobre o conhecimento dos índios sobre as terras do sertão.
No século XV, no princípio do período colonial, a identidade da alimentação do Brasil começará a tomar forma com a chegada de novos ingredientes e novos costumes do tripé índios, escravos e portugueses. A época foi marcada com a introdução de produtos das Américas para Europa, como feijões, batatas, tomate, pimentão, cacau e os produtos trazidos da Europa para as Américas como a cana-de-açúcar, café, laranja e gado.
Os portugueses começaram a migrar para o Brasil e colonizar as terras. Nesta época, Portugal estava passando por uma situação financeira complicada, os primeiros colonizadores já haviam percebido que o solo e o clima do litoral eram férteis para o plantio da cana de açúcar, produto que valia muito na Europa. Todo o litoral brasileiro, principalmente o nordeste, estava economicamente ligado ao plantio de cana de açúcar. Em 1550, os primeiros escravos vieram para o Brasil para serem a mão de obra de trabalho. A escravidão começou para o trabalho de plantar a cana e para o trabalho nos engenhos.

## Alimentos típicos do Brasil
Alimentos típicos brasileiros que foram importantes para a história da alimentação no Brasil:
- Mandioca[15]

A mandioca, a “Rainha do Brasil” é uma das bases alimentares com selo de brasileiro, consumida por cerca de 95% do país. Considerada um dos principais ingredientes do uso indígena, era cultivada na Amazônia e no litoral norte. Desta agricultura típica, provém a farinha de mandioca, a farofa de mandioca, a tapioca, o pão da terra e até a fabricação de artesanatos (ver: Pratos à base de mandioca). Era usada também como moeda de troca.
A mandioca era e é trabalhada à mão nas farinhadas ou casas de farinha, de fabricação com ferramentas manuais (ver: Fabricação de farinha de mandioca).
Destas farinhas, são feitas as papas, mingaus e pirões. O dito popular "sem pirão, não há eleição" reforça a importância da farinha de mandioca na cultura alimentar que perpassou os anos e continua fazendo parte da culinária contemporânea.
- Milho verde[16]

Considerado um dos principais ingredientes do uso indígena, era cultivado no interior da Amazônia até a fronteira com a Argentina. O milho é o cereal mais consumido no mundo. Dele é feito os tradicionais pratos como as pamonhas, canjicas, fubá, farinha de milho e curau.
O auge da colheita do milho ocorre durante o solstício de inverno, nos meses de junho e julho, este é o período das festas de São João, uma das maiores festas do nordeste.
- Banana[17]

A banana não é uma fruta originária do Brasil, porém é associada fortemente à alimentação brasileira. Já era cultivada nas terras do Brasil antes dos portugueses, e ainda sim, as bananeiras eram pouco conhecidas pelos indígenas. As diversas variações das espécies de bananas, ao serem baratas e de fácil acesso, foram trazidas pelos portugueses que produziram alimentos como a bananada, a banana com farinhas e carnes e passaram a ser “a cara do Brasil”.
Carmen Miranda utilizava turbantes inspirados nas baianas adornados com frutas, tais como as bananas. Os figurinos típicos da cantora transformaram-na em um ícone brasileiro. A interpretação em 1938, no filme nomeado “Banana da Terra” (Sonofilmes, 1938), da canção “O que é que a baiana tem?” de Dorival Caymmi, a fez utilizar pela primeira vez um turbante.
- Temperos da Panela Indígena[12]

Na cultura indígena, as comida estão ligadas aos mitos, há épocas e eventos que não pode-se comer certa comida e há épocas e eventos que deve-se comer certa comida. Os rituais indígenas são ligados a comida, pois os alimentos estão ligado a vida. Os Pajés, líderes das tribos, alimentam o corpo e alma, pois são a saúde, são a cura.
A cozinheira indígena denominada cunhã é a dona do saber e fazer, a mãe dos primeiros pratos. Conheciam a terra e não dependiam de Portugal. Os temperos dos índios baseavam-se em sal e pimenta, mas comiam o alimento e depois uma misturinha de pimenta e sal.
Cada tempero podia variar geograficamente, utilizados além da culinária, como ervas e remédios caseiros.
- Bebidas Alcoólicas Fermentadas[20]

As bebidas ou os alimentos líquidos eram muito presentes na cultura brasileira da época através de fermentados de mandioca, milho e frutas. Durante as festas indígenas as bebidas eram meios de comemoração, bebiam por dias até não aguentarem mais, daí a expressão "beber até cair". Algumas bebidas típicas do Brasil são a Cauim (bebida fermentada), o chibé (bebida de farinha de mandioca e água ou água temperada com pimenta e ervas), a tiquira (cachaça feita da água extraída mandioca, típica da cultura indígena), a Ayahuasca (bebida sagrada e farmacológica) e a Jurema (bebida ritualística citada no livro Iracema).
O açaí e a juçara são frutas muito utilizadas na fabricação de vinhos e refrescos, também advindos dos indígenas.
- Leite de coco[21]

O Leite de coco é um dos mais populares condimentos no Brasil, principalmente no nordeste. A primeira menção do seu uso fora em 1609 pelo Frei João. Não sendo originário do território brasileiro, o coco foi abrasileirado e nacionalizado pela tropicalidade, tornando-se parte do hábito alimentar pela sua vasta utilização, desde a preparação de pratos como peixes, moquecas, arroz de coco, cuzcuz, canjica, óleos, gordura, água de coco e na doçaria.
Os coqueirais por todo o território brasileiro permitiram também a utilização da madeira do coqueiro para construções e do fio do coco para tecidos.
- Cuscuz[22]

O Cuscuz era um prato popular em Portugal na época do descobrimento do Brasil. Era feito de massa de milho, muitas vezes feita artesanalmente, cozinhando e amassando no pilão. A massa de milho pilada vendida para ser café da manhã ou café da tarde.
O abrasileiramento do Cuscuz se fez com milho e se molhou no leite de coco.
- Azeite de dendê[23]

O Azeite de Dendê faz parte da alimentação africana e chegou ao Brasil através dos escravos que eram jogados em navios sem saber o rumo que tomariam. Este azeite é feito do fruto da palmeira-de-dendê, amassado, temperado e cozido. Os pratos típicos com o uso do dendê eram feitos pelas escravas e comercializados para arrecadar o dinheiro necessário para comprar a carta de alforria.
O uso do dendê faz parte da culinária brasileira, principalmente nos acarajé, moquecas e frutos do mar.

## Doçaria
A crise econômica do século XVIII em Portugal, fez com que os conventos fechassem suas portas e as freiras devolvidas às suas casas nas mais variadas localidades do império. A doçaria portuguesa se difundiu a partir deste marco, com as próprias freiras cozinhando e preparando as receitas de doces aprendidas no convento para comercializarem, pois naquela época, os dotes já haviam sido prometidos para as outras filhas.
O Pastel de Tentúgal, um dos doces típicos portugueses, eram pratos servidos para prestigiar as visitas no convento. Outras versões, como o pastel de Belém e pastel de Nata (o mais tradicional Português, sua receita é secreta e tem sido mantida secreta desde 1837) são comercializados com receitas diferentes.
As mulheres portuguesas trouxeram consigo muito conhecimento e ingredientes como açúcar refinado, leite e os ovos. Não conheciam o coco, riqueza brasileira. O manjar branco é então a alquimia portuguesa e brasileira.
A flora do Brasil é exótica com seus frutos excêntricos que chamavam a atenção, delas eram produzidos doces como compota de frutas, goiabada, cocada, flor de coco, cacau e etc. As comuns frutinhas do mato eram consumidas por crianças e hoje passaram a ser balas e doces industrializados.
O mel também fazia parte das receitas de doçaria.

## Alimentos da Coroa Portuguesa

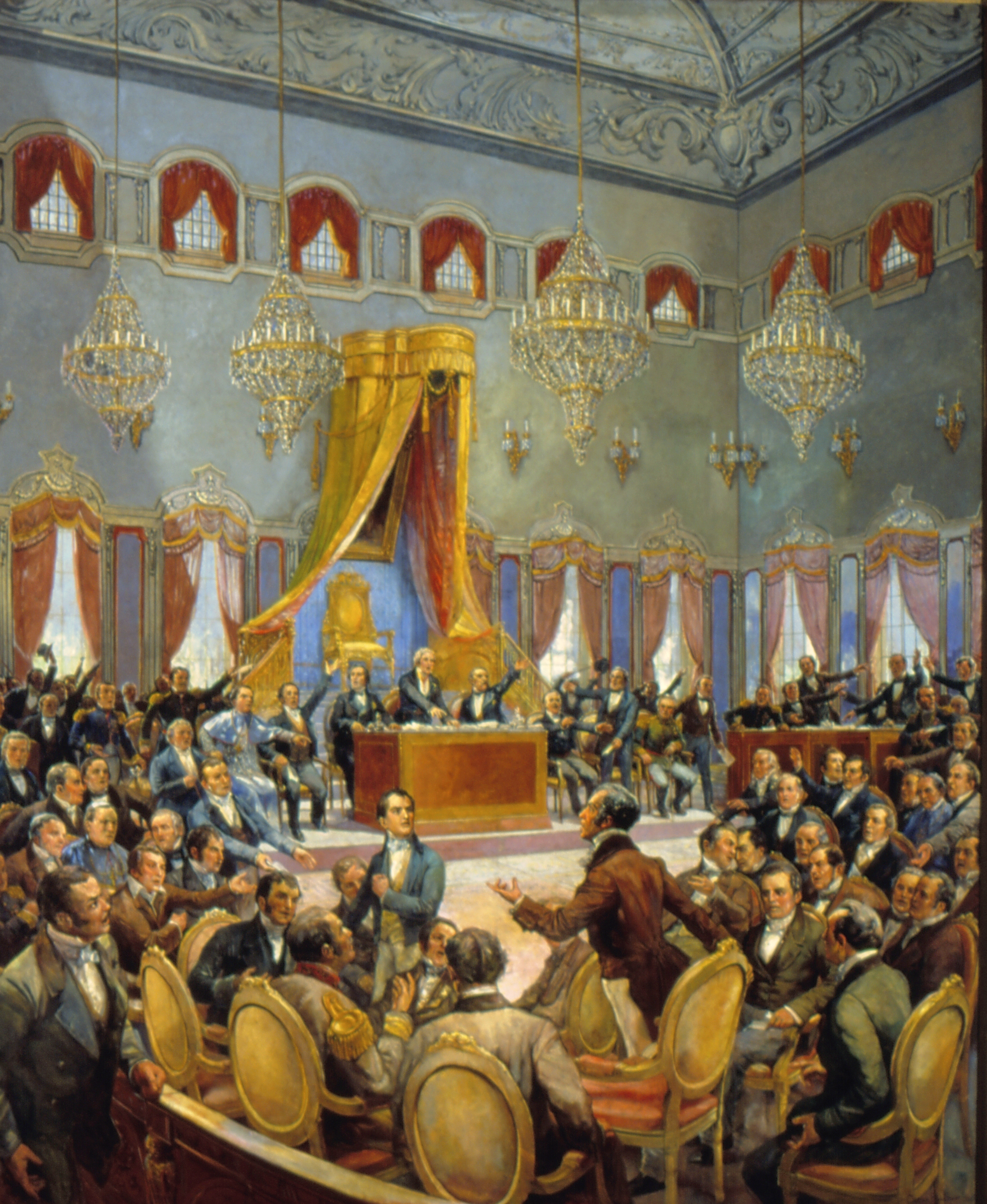

As influências nos hábitos alimentares trazidas pela coroa portuguesa variaram dos currais, hortas, animais como vacas, porcos, gansos, peixes até biscoitos e massas folhadas com farinha de trigo.
A comida palaciana, específica da coroa portuguesa, é contada principalmente através das receitas do chefe Domingos Rodrigues que conta a história da alimentação na coroa em seus livros. A comida para os portugueses era um espetáculo nas celebrações, o leitão é, por exemplo, uma comida típica festiva.
Açúcar e sal duas contribuições importantes da cozinha nacional vindas de Portugal.
No século XVIII, as comidas eram a melhor forma possível e a mais saborosa de envenenar alguém.

## Açúcar: sacarocracia
Açúcar até o século XIV era um fármaco, o que se bebe quando alguém está muito nervoso? A famosa água com açúcar.
O primeiro engenho de cana de açúcar é datado de 1532 e produzia matéria de exportação.
O açúcar era o principal produto do atlântico Sul. Gilberto Freyre no livro “Açúcar”, de 1939, fala da identidade nacional a partir da civilização do açúcar no Brasil – a sacarocracia. O açúcar, no Brasil, constrói parte da história, este mudou a economia e trouxe a escravidão. O fato é que esta não seria a primeira vez em que a economia do Brasil seria movida por "comida", o nome Brasil derivou do Pau Brasil, matéria prima extraída pelos portugueses para exportação. Depois, com o açúcar nas plantações de cana de açúcar e compra (e venda) de escravos. E novamente, quase 300 anos depois com a política do café com leite entre São Paulo e Minas Gerais.

## A Economia do Café com Leite
Após o fim da escravidão, os barões do café necessitavam de mão de obra para as fazendas de café (ver: Ciclo do café). Nesse período, intensificaram-se as imigrações da Europa, Ásia e outros países para uma nova vida nas Américas, pois eles "queriam fazer a América". Além de trabalharem nos cafeeiros, muitos dos trabalhadores estrangeiros trouxeram consigo família e cultura, expandindo a diversidade.
Durante 1894 e 1930, exceto por um gaúcho e um paraibano, todos os presidentes do Brasil foram paulistas ou mineiros. Os grandes fazendeiros de São Paulo e Minas Gerais formaram a política do Café com Leite, a qual funcionava para que ambos tivessem.

## Alimentação Popular X Especial e Regional
A alimentação popular, base do cardápio dos brasileiros, era em maioria o arroz, o feijão e a farinha de mandioca, desde o século XVIII. Arroz e feijão é um prato do dia a dia, assim como a Feijoada é um prato especial, utilizado para comemorações.
PANCs (Plantas alimentícias não convencionais) como caruru, palma, fruta-de-lobo, etc. são consumidas em determinadas cozinhas regionais. A farofa de içá, feita com a formiga tanajura (ver: Antropoentomofagia) é muito apreciada na região do Vale do Paraíba.
| Região             | Alimentos                        |
| ------------------ | -------------------------------- |
| Bahia              | Acarajé e Vatapá                 |
| Ceará              | Baião de dois                    |
| Espírito Santo     | Moqueca Capixaba                 |
| Mato Grosso do Sul | Ensopados de peixe e pequi       |
| Minas Gerais       | Pão de queijo                    |
| Norte              | Tucupi e Tacacá                  |
| Pernambuco         | Feijoada, Tapioca e Bolo de rolo |
| Rio Grande do Sul  | Churrasco                        |
| São Paulo          | Feijão tropeiro                  |

Além das culinárias regionais terem diferenças significativas em pratos, possuem gosto e o paladar também com muitas diferenças: no Sul a comida é feita sem pimenta e para o Norte-Nordeste é percebida sem gosto, e vice-versa, a comida do Norte-Nordeste rica em pimenta é percebida no Sul como muito apimentada.

## Século XXI: Industrialização e Globalização
No Brasil, o século XXI em termos de alimentação caracterizado pelos fasts-foods, iniciaram-se novos padrões alimentares afastando-se da dieta brasileira, construída a partir da tríade de miscigenação. Com a industrialização e globalização, produtos transgênicos ou geneticamente modificados e comidas rápidas disseminam hábitos que alguns estudiosos compreendem como uma ameaça para a cozinha tradicional. Este processo pode ser chamado de McDonalisação.